# Bieden (veiling)
In de context van een veiling is bieden: een bod uitbrengen op een kavel waarop de bieding is opengesteld.
Bij een veiling bij opbod, zullen er verschillende biedingen plaatsvinden tot het hoogste bod is bereikt. De veilingmeester bepaalt wie het hoogste bod heeft uitgebracht en wat het hoogste bod inhoudt.
Bij een veiling bij afslag wordt in principe slechts eenmaal per partij of kavel een bod uitgebracht: dat is degene die "mijn" roept, of degene die als eerste zijn knopje van de veilingklok indrukt, of op een andere manier afhankelijk van hoe het technisch is geïmplementeerd. 
Bij het afmijnen van een deelbaar kavel, zoals bloemen, groenten en fruit, kan het gebeuren dat de koper een kleine handelaar is die slechts een gedeelte van de partij afneemt. Het restant van de partij wordt dan opnieuw gemijnd.

## Veiling bij opbod op locatie
Bij een gewone veiling zijn de belangstellenden op een of andere locatie bij elkaar aanwezig. De marktstemming en het biedverloop kan men dan ter plekke volgen. Men kan een bod uitbrengen door een hand of een biednummer op te steken, of door een bedrag te noemen.
Het is mogelijk dat (professionele) bieders met de veilingmeester een afspraak hebben gemaakt, dat met een miniem gebaar een bod wordt uitgebracht; bijvoorbeeld door een kleine beweging met een potlood, even krabbelen achter het oor, enz. Daar kunnen allerlei redenen voor zijn. Van bepaalde personen is nu eenmaal bekend, dat zij een bijzondere deskundigheid in huis hebben of namens een bepaalde instantie bieden, en het feit dat zo iemand meebiedt kan op zich al een prijsopdrijvend effect hebben.
Naast dit bieden middels "open outcry" zijn er ook schriftelijke biedingen mogelijk. Het is normaal dat namens een schriftelijke bieder wordt geboden alsof deze in de zaal aanwezig is. Dat betekent dat de op-één-na-hoogste schriftelijk bieding maatgevend voor het eerstvolgende niveau waarmee ten name van de hoogste schriftelijke bieder het kavel wordt ingezet. Maar dit is niet of nauwelijks te controleren. Schriftelijke bieders zijn altijd bang dat hun limiet als bod wordt genomen. Daarom willen veel mensen met schriftelijke biedingen alleen laag bieden; ze noemen dus niet hun echte limiet.
Bieden via internet kan tot de schriftelijke biedingen worden gerekend.
Ten slotte zijn er telefonische biedingen mogelijk. De bieder heeft dan telefonisch contact met iemand van het veilinghuis, die namens hem tijdens de veiling een (telefonisch) bod uitbrengt. Vanzelfsprekend gebeurt dit hoofdzakelijk bij belangrijke (lees: zeer kostbare) objecten.

## Internetveiling
Bij een internetveiling, ook wel Online Veiling genoemd, staat het bieden op een aantal kavels tegelijk open. Het bieden gebeurt uiteraard via internet. Vaak gaat het om een veiling bij opbod. De veiling kan net zo lang duren totdat de aanbieder een bod accepteert, zoals bijvoorbeeld op marktplaats.nl gebeurt. De bieding staat enige tijd open, en afhankelijk van de veilingvoorwaarden is het vaak toegestaan om een bieding terug te trekken. Dit geeft weer aanleiding tot allerlei spelletjes om de prijs op te drijven. Ook kan het zijn dat een online veiling een vooraf vastgestelde duur heeft zoals bijvoorbeeld op vakantieveilingen.nl. Dit kan een aantal minuten, uren of dagen zijn. Bij dit type veilingen wordt er vaak in de laatste seconden nog geboden zodat er geen tijd meer is voor anderen om hierop te reageren. Dit wordt ook wel sniping genoemd Om dit fenomeen te verminderen wordt op sommige veilingsites de veiling automatisch verlengd na het laatste bod.

## Gebondenheid aan bod
Veilingvoorwaarden bepalen vaak dat een bod onvoorwaardelijk, onherroepelijk en zonder enig voorbehoud is / moet zijn.
De veilingvoorwaarden kunnen een bepaling inhouden dat men gebonden blijft aan een bod, óók nadat iemand anders een hoger bod heeft uitgebracht. Dit speelt bijvoorbeeld bij een veiling van onroerend goed. Als de hoogste bieder zijn financiële gegoedheid niet kan aantonen, bijvoorbeeld met een bankgarantie, dan kan de notaris het veilingkavel alsnog toeslaan aan de op-één-na-hoogste bieder.

## Verboden afspraken
Het kan gebeuren, dat een groepje mensen (vaak professionele marktpartijen) met elkaar afspreekt om niet tegen elkaar op te bieden tijdens een veiling. In dat geval wordt het kavel onderling gegund aan de hoogste bieder in dat groepje, tegen de (meestal lagere) prijs waarop het kavel op de veiling wordt afgeslagen. Een dergelijke praktijk is weliswaar verboden, maar moeilijk te voorkomen.